# Taenioptynx
Genre
Taenioptynx est un genre de rapaces nocturnes de la famille des Strigidae comptant deux espèces de chevêchettes.

## Répartition
Les oiseaux du genre Taenioptynx se rencontrent en Asie.

## Liste des espèces
D'après la classification de référence (version 14.1, 2024) de l'Union internationale des ornithologues, il y a 2 espèces du genre Taenioptynx (ordre philogénique) :
- Taenioptynx brodiei (Burton, E, 1836) – Chevêchette à collier ;
- Taenioptynx sylvaticus (Bonaparte, 1850) – Chevêchette de la Sonde.

## Classification
Le nom valide complet (avec auteur) de ce taxon est Taenioptynx Kaup, 1848.